# Hasfelmetsző Jack levelei
Hasfelmetsző Jack levelei a londoni sorozatgyilkos legendájához kapcsolódó dokumentumok. Hasfelmetsző Jack 1888-ban öt nőt – négy korosodó prostituáltat és egy fiatal nőt – ölt meg a Whitechapel nyomornegyedben (bár ennél több gyilkossággal gyanúsították). Neve a média által elterjesztett úgynevezett „Kedves Főnök”-levélből származik, melynek írója saját magát jelölte meg elkövetőként, és így írta azt alá. További két levelet írt a sorozatgyilkos, vagy írtak a nevében ezen kívül.

## A „Kedves Főnök”-levél

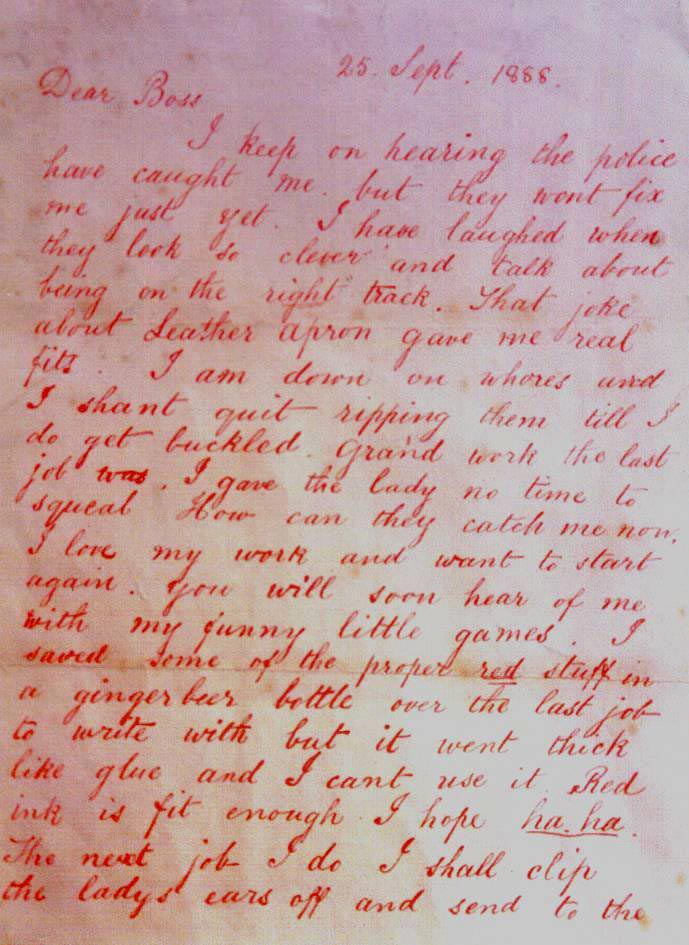
Hasfelmetsző Jack első levele, a „Kedves Főnök”-levél (1. old.), 1888. szeptember 27.

| (angolul) "Dear Boss, I keep on hearing the police have caught me but they wont fix me just yet. I have laughed when they look so clever and talk about being on the right track. That joke about Leather Apron gave me real fits. I am down on whores and I shant quit ripping them till I do get buckled. Grand work the last job was. I gave the lady no time to squeal. How can they catch me now. I love my work and want to start again. You will soon hear of me with my funny little games. I saved some of the proper red stuff in a ginger beer bottle over the last job to write with but it went thick like glue and I cant use it. Red ink is fit enough I hope ha. ha. The next job I do I shall clip the ladys ears off and send to the police officers just for jolly wouldn't you. Keep this letter back till I do a bit more work, then give it out straight. My knife's so nice and sharp I want to get to work right away if I get a chance. Good Luck. Yours truly Jack the Ripper Dont mind me giving the trade name PS Wasnt good enough to post this before I got all the red ink off my hands curse it No luck yet. They say I'm a doctor now. ha ha " | (magyarul)„Kedves Főnök! Folyamatosan azt hallom, hogy a rendőrség letartóztatott, de úgy tűnik, egyelőre még nem találtak meg. Nevetnem kellett azon, milyen okosnak próbálják mutatni magukat, miközben arról beszélnek, hogy jó nyomon járnak. A Bőrkötényesről szóló marhaság nevetséges volt. Pikkelek a kurvákra, és nem fogom abbahagyni a vagdalásukat, hacsak el nem kapnak. Az utolsó munkám nagyszerű mestermű volt. Sikításra sem hagytam időt a nőnek. Hogy fognak most így elkapni? Imádom a munkámat, és újra akarom kezdeni. Hamarosan megint fog hallani rólam és a vicces kis játékaimról. Az utolsó munkám során egy gyömbérsörös üvegben megmentettem egy kicsit abból a sajátos vörös anyagból, hogy azzal írjak, de olyan sűrűvé alvadt, mint az enyv, úgyhogy nem tudom használni. De remélem, azért a piros tinta is megteszi, ha-ha. A következő alkalommal le kellene vágnom a hölgy füleit, és elküldeni a nyomozóknak, csak hogy kedveskedjek valamivel, nem gondolja? Tartsa vissza ezt a levelet, amíg dolgozom még egy kicsit, s csak azután tegye közzé. A késem olyan szép és éles, hogy mihelyst lehetőségem van rá, ismét munkához akarok látni. Sok szerencsét. Maradok tisztelettel: Hasfelmetsző Jack Ugye nem okoz gondot, hogy márkanevet választottam? Utóirat: Nem kellett volna feladnom ezt a levelet a postán, mielőtt le nem mosom az összes piros tintát a kezeimről. A francba, még sincs szerencsém. Most azt mondják, hogy doktor vagyok Ha-ha. ” |
| – Hasfelmetsző Jack | |

Ezt a levelet 1888. szeptember 26-án postázták a Központi Hírügynökség részére (Central News Agency), és szeptember 29-én továbbították a Scotland Yardra. A levelet kezdetben nem vették komolyan, ám amikor szeptember 30-án megtalálták Catherine Eddowes testét, akinek egyik fülét levágták, már nagyobb figyelmet szenteltek neki. A Metropolitan Police Service röplapokat terjesztett el a levél másolatával, hátha valaki felismeri a kézírást, de eredménytelenül. Sok újság jelentette meg szintén a levelet vagy annak részleteit. Ettől kezdve hivatkoztak Hasfelmetsző Jackként a sorozatgyilkosra, és hamarosan leveleik százai születtek, melyek írója a Hasfelmetszőnek állította magát.
A gyilkosságok után a rendőrség azt állította, úgy vélték, a levelet valamelyik újságíró írta, azonban ezt a gyanút nem nagyon hozták nyilvánosságra. Az, hogy a gyilkos küldözgetett leveleket a rendőrségnek, a Hasfelmetsző-ügyet egy fennmaradó legendává tette. Napjaink tudósai vitatják, hogy a levelek melyike – ha volt olyan – volt valódi, ám a „Kedves Főnök-levél” az egyike annak a háromnak, amelyet tényleg a gyilkos művének tulajdonítanak. Számos író próbálta saját elméleteit bizonyítani azzal, hogy saját gyanúsítottjainak kézírását hasonlította e levél írásához.

## A „Pimasz Jack”-levél
| (angolul) "I was not codding dear old Boss when I gave you the tip, you'll hear about Saucy Jacky's work tomorrow double event this time number one squealed a bit couldn't finish straight off. Had not got time to get ears off for police thanks for keeping last letter back till I got to work again. Jack the Ripper " | (magyarul)„Ugye, nem ugrattam kedves öreg főnök, amikor arra tippeltem, hogy még holnap hallani fog a pimasz Jacky munkájáról? Két eset is történt ezúttal. Az első sikoltozott egy kicsit, nem tudtam azonnal elintézni, így nem maradt elég időm a fülek levágására, amit a rendőrségnek szántam. Köszönöm, hogy visszatartotta az utolsó levelemet, amíg újra elkezdhettem dolgozni. Hasfelmetsző Jack ” |
| – Hasfelmetsző Jack | |

A „Pimasz Jack”-levelet 1888. október 1-jén kapta meg a Scotland Yard. A „Kedves főnök-levéllel” együtt erről is röplapokat terjesztett el a rendőrség, hátha felismeri valaki a kézírást. A levélben említett két áldozat, Elizabeth Stride és Catherine Eddowes holttestét szeptember 30-án találták meg, és Stride egyik fülének darabját valóban levágták, ahogyan azt a levél írója állította. Néhány író azzal érvel, hogy a levelet a gyilkosság részleteinek nyilvánosságra hozatala előtt postázták, tehát egy ál-Hasfelmetszőnek nem lehetett volna ennyi információja az esetről. Azonban a levelet a haláleset után több mint 24 órával adták postára, tehát mind az újságírók, mind a lakosság már tudomást szerzett a részletekről addigra. A rendőrség később azt állította, azonosítottak egy konkrét újságírót, aki ennek és a „Kedves főnök-levélnek” a szerzője lehetett.

## A „Pokolból”-levél

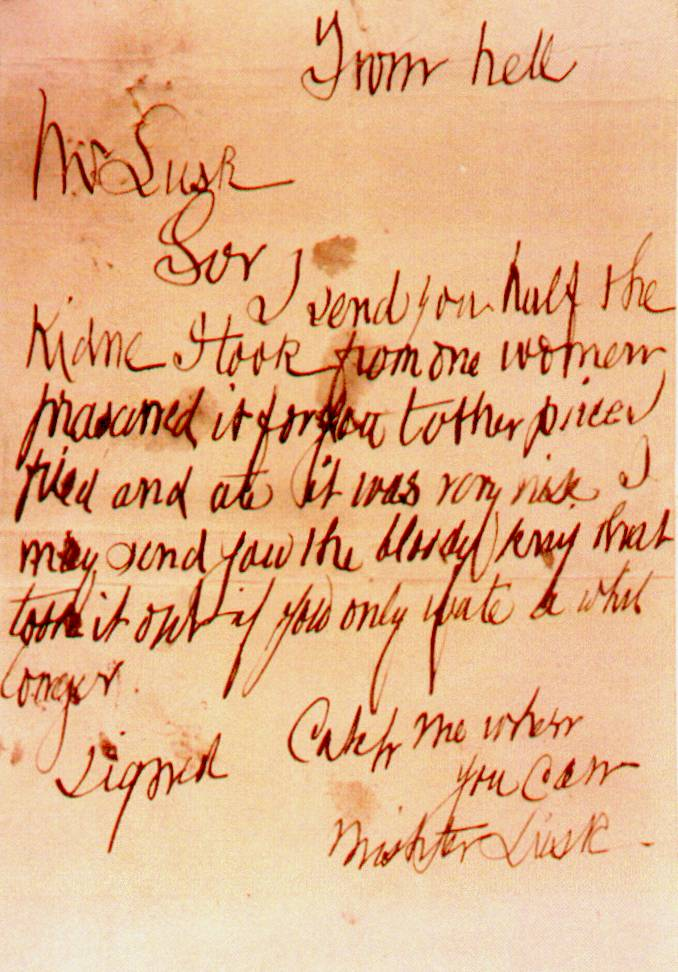
Hasfelmetsző Jack a „Pokolból” kezdetű levele (1888. október 15.)

| (angolul) "From hell. Mr Lusk, Sor I send you half the Kidne I took from one women presarved it for you tother piece I fried and ate it was very nise. I may send you the bloody knife that took it out if you only wate a while longer signed Catch me, if you can, Mishter Lusk " | (magyarul)„A pokolból Mr. Lusk Tehát Küldök egy fél vesét, amit egy nőből szedtem ki és önnek konzerváltam, a másik felét megsütöttem és megettem, nagyon finom volt. Ha van még türelme, elküldöm a véres kést is, amellyel eltávolítottam a vesét. Kapjon el, ha tud, Mr. Lusk! ” |
| – Hasfelmetsző Jack | |

A „Pokolból”-levelet 1888. október 15-én postázták George Lusk, a Whitechapel negyed polgárőrségének elnöke részére egy kis dobozzal együtt, mely egy fél emberi vesét tartalmazott. Catherine Eddowes egyik veséjét távolította el a gyilkos. A kor orvosi véleménye az volt, hogy a szervet biztosan egy medikus diák lopta el és küldte el a levéllel együtt. A vesét Dr. Thomas Horrocks Openshaw vizsgálta meg, és véleménye szerint az egy 45 év körüli nő veséje volt, aki rendszeresen ivott. Ezért jutottak arra a megállapításra az ügyben nyomozók, hogy az alkoholista és prostituált Eddowes veséje volt.

## Galéria

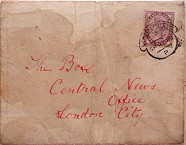
A „Kedves Főnök”-levél borítékja, 1888. szeptember 27.
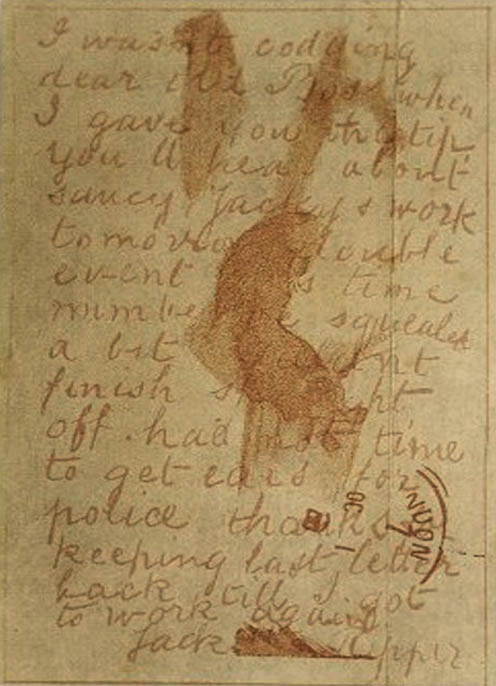
A „Pimasz Jack”-levél, 1888. október 1.
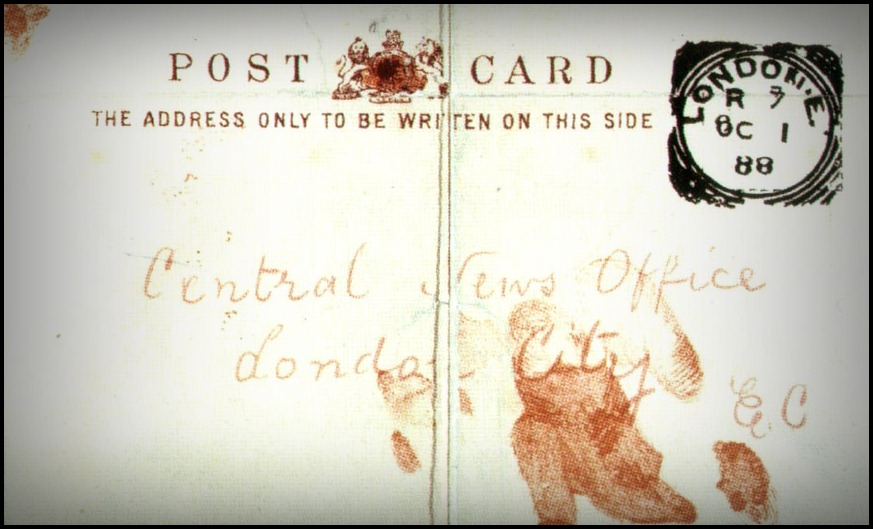
A „Pimasz Jack”-levelezőlap címoldala, 1888. október 1.